# Roberto Devereux
Roberto Devereux, tên đầy đủ là Roberto Devereux, ossia Il conte di Essex (tiếng Việt: Roberto Devereux, hay Bá tước của Essex) là vở opera của nhà soạn nhạc người Ý Gaetano Donizetti. Salvadore Cammarano là người viết lời cho tác phẩm này, dựa trên vở bi kịch Elisabeth d'Angleterre của François Ancelot và cuộc đời của Robert Devereux, Bá tước thứ hai của Essex, một thành viên có ảnh hưởng dưới triều đại của nữ hoàng Elizabeth I của Anh. Vở opera Roberto Devereux được Donizetti viết cho thành phố Napoli. 